# 马尔戈-康特纳克
马尔戈-康特纳克（法語：Margaux-Cantenac，法語發音：[maʁɡo kɑ̃tnak]）是法国吉伦特省的一个市镇，属于莱斯帕尔梅多克区。该市镇于2017年由原市镇马尔戈和康特纳克合并而成，行政中心位于马尔戈。

## 地理
马尔戈-康特纳克（45°2'31"N, 0°40'32"W）面积21.62 平方千米，位于法国新阿基坦大区吉倫特省，该省份为法国西南部沿海省份，是法國本土面积最大的省，北起滨海夏朗德省，西临大西洋，南至朗德省，东南接洛特-加龍省，东临多爾多涅省。
与马尔戈-康特纳克接壤的市镇（或旧市镇、城区）包括：阿尔萨克、阿旺桑、吉伦特河畔巴永、戈里亚克、拉巴尔德、苏桑、马科。
马尔戈-康特纳克的时区为UTC+01:00、UTC+02:00（夏令时）。

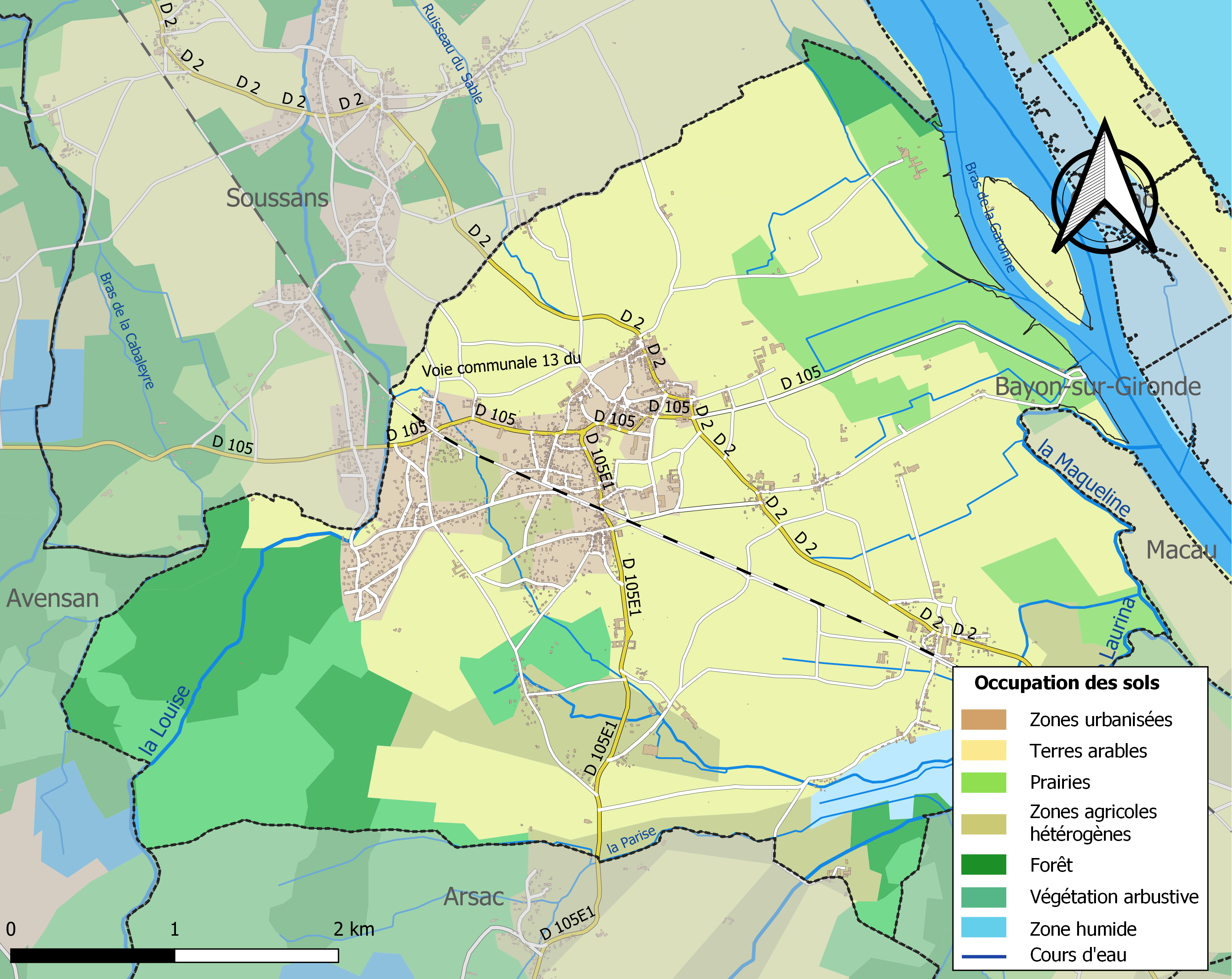
马尔戈-康特纳克的OSM定位图

## 行政
马尔戈-康特纳克的邮政编码为33460，INSEE市镇编码为33268。

## 政治
马尔戈-康特纳克所属的省级选区为南梅多克县。

## 人口
马尔戈-康特纳克于2022年1月1日时的人口数量为2844人。